# Paul Berryer
Pour les articles homonymes, voir Berryer.
Le vicomte Paul-Marie Berryer (Liège, le 4 mai 1868 - Spa le 14 juin 1936) est un avocat et homme politique belge et ministre pour le Parti catholique.

## Biographie
Paul-Marie Charles Clément Berryer né à Liège, le 4 mai 1868 est le fils de Charles Berruyer, industriel, et de Clémence Denis. Il épouse Marie Géraldine Dallemagne le 23 avril 1895 à Liège. Leur fils Joseph Berryer est ambassadeur notamment en Espagne et au Saint-Siège.
Il fait des études secondaires au Collège Saint-Servais de Liège puis universitaires en droit à l'Université de Liège. Il obtient un diplôme de docteur en droit et s'inscrit comme avocat près la Cour d'appel de Liège en octobre 1892.
Il commence sa carrière politique au niveau communal. Il est élu conseiller communal de Liège en 1903. Il est sénateur de l'arrondissement de Liège pour le Parti catholique de 1908 à 1936.
Berryer est également ministre de l'Intérieur de septembre 1910 à novembre 1918 dans le gouvernement Schollaert puis dans le gouvernement de Broqueville I.
Pendant la Première Guerre mondiale, il suit le gouvernement belge en exil au Havre de 1914 à 1918. Il y dirige notamment le service des réfugiés belges et des colonies scolaires.
De novembre 1921 à mai 1924, il est ministre de l'Intérieur et de l'Hygiène dans le gouvernement Theunis.
En décembre 1930, des brouillards toxiques provoquent la mort de 67 personnes à Engis dans la vallée de la Meuse. Ceux-ci résultent de la pollution atmosphérique générée par les industries. Paul Berryer dirige la commission d'enquête qui fera diverses recommandations concernant la pollution atmosphérique industrielle.

## Hommages
En novembre 1918, Paul Berryer est nommé ministre d'État par le roi Albert Ier.
En remerciement de ses services, le roi Albert Ier lui confère également le titre de vicomte transmissible à ses descendants en novembre 1921.